# Dreaming
«Dreaming» es el sencillo del álbum Welcome to Avalon Heights y, a su vez, la banda sonora de la serie de TV "I Dream". La canción tuvo voces principales a cargo de dos de los miembros de la banda: Calvin Goldspink y Frankie Sandford. Con el advenimiento de la serie, la banda pasó a llamarse de S Club 8 a I Dream. El sencillo fue lanzado el 15 de septiembre de 2004.

## Lista de temas
CD 1
1. «Dreaming»
2. «Welcome To Avalon Heights»

CD 2
1. «Dreaming»
2. «Take Me As I Am»
3. «I'm Here»
4. «Dreaming» (versión Karaoke)
5. «Dreaming» (D-Bop Vocal Mix)
6. «Dreaming» (video musical)

- Datos: Q5814229